# Epilobium crassum
Epilobium crassum är en dunörtsväxtart som beskrevs av Joseph Dalton Hooker. Epilobium crassum ingår i släktet dunörter, och familjen dunörtsväxter. Inga underarter finns listade i Catalogue of Life.